# Winston Parks
Pour les articles homonymes, voir Parks.
Winston Parks, né le 12 octobre 1981 à Limón, est un footballeur international costaricien jouant au poste d'avant-centre.

## Biographie
Parks est décelé comme étant un jeune joueur d'exception, lors des Championnats du monde junior en 1999 et 2001, en tête du classement des buteurs costariciens pendant le tournoi 2001, avec quatre réalisations à son compteur.
Ses performances conduisent l'Udinese à arracher le joueur de Limón pour $2.1 millions. Cependant, Parks se révéla incapable de gagner une place dans l'équipe première du club, et se déplaça finalement vers Moscou.
En dépit de son aventure infructueuse en club, Parks demeure un excellent espoir pour son pays. Après avoir connu sa première cape internationale en novembre 2001, il prit part au Mondial 2002, où il disputa 2 matches, marquant une fois comme remplaçant. Son manque de temps de jeu et des blessures à répétition ont toutefois gêné Parks dans sa participation aux qualifications pour la Coupe du monde 2006.
Il a 19 sélections et 5 buts avec l'équipe du Costa Rica.